# Musica serba
La musica serba è caratterizzata da una commistione di influenze stilistiche molto diverse tra loro. L'elemento che accomuna la gran parte della produzione musicale moderna e contemporanea sono le sonorità tradizionali balcaniche, presenti trasversalmente nei diversi generi.

## Origini

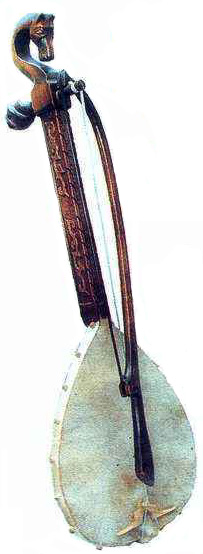
Gusle, tipico strumento popolare serbo

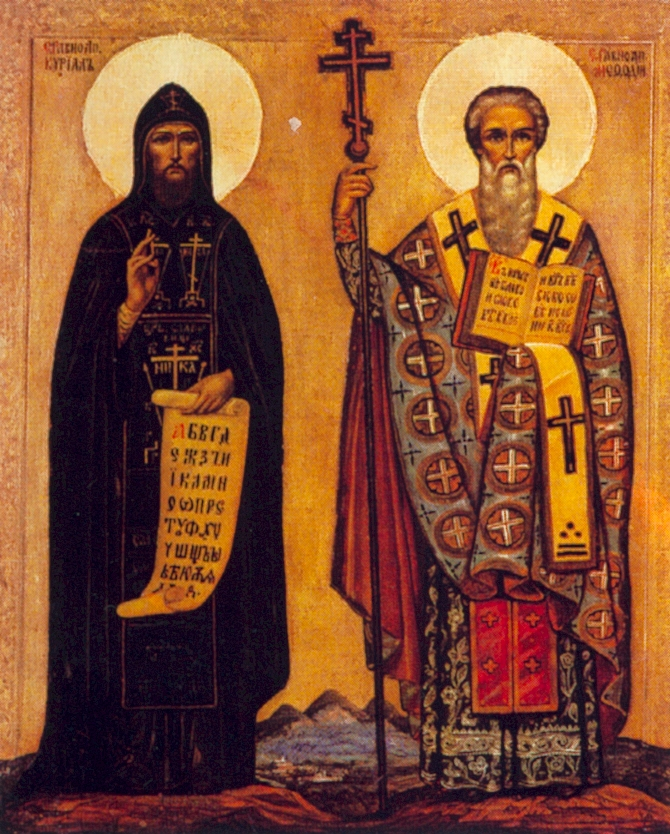
I Santi Cirillo e Metodio

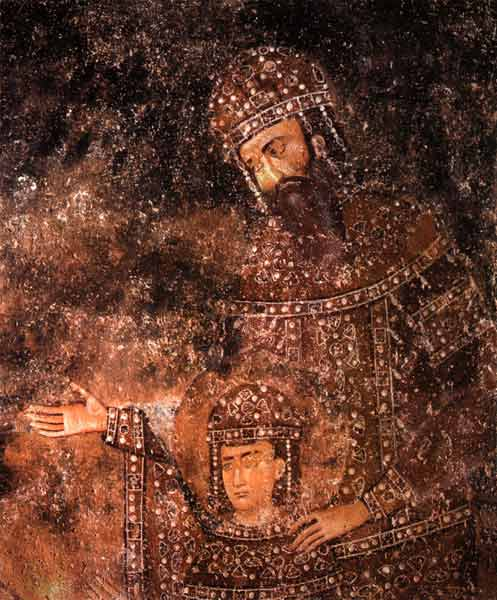
Stefano Uroš I

Viaggiatori antichi, Bizantini e Arabi che visitarono i Balcani testimoniano di come le antiche popolazioni serbe conoscessero l'uso di strumenti musicali e di come si producessero in esecuzioni di canti e balli. Le prime testimonianze di musica in Serbia raccontano di danze propiziatorie per ottenere la pioggia o un buon raccolto, accompagnate dal suono di strumenti a corda o corni.
I Santi Cirillo e Metodio che convertirono gli Slavi al Cristianesimo nel IX secolo, crearono una liturgia che adattava la lingua slava alle melodie religiose greche. I canti liturcici, dapprima eseguiti in due o tre toni, successivamente vennero resi con la tecnica del melisma che caratterizza tutt'oggi le salmodie bizantine. La musica religiosa, in particolare gli Ottoechi (Осмогласник, Osmoglasnik), i componimenti usati nella liturgia della settimana dopo Pentecoste, era utilizzata anche per il trattenimento profano. Il Re Stefano Uroš I aveva un coro personale nella propria chiesa palatina: le composizioni liturgiche erano modelli per inni in onore dei sovrani o dei notabili, che venivano usati anche durante i loro funerali. Particolarmente prolifico nella composizione di inni a carattere eroico o religioso fu il poeta Stefan Srbin, autore di canzoni melodiche e ritmiche che dovevano essere eseguite da un coro.
Durante tutto il Medioevo, alla corte dei sovrani serbi, era costante la presenza di giullari, menestrelli, danzatori e suonatori di gusla, flauto, liuto e tamburi. Il Re e i nobili davano spesso feste in cui gli ospiti venivano intrattenuti da musica e danze. Anche il popolo partecipava a questi divertimenti. In particolare durante l'occupazione turca, il popolo, riunito nelle case, si divertiva cantando e ballando al suono del gusle, di tamburi e di strumenti a fiato.

## Musica classica

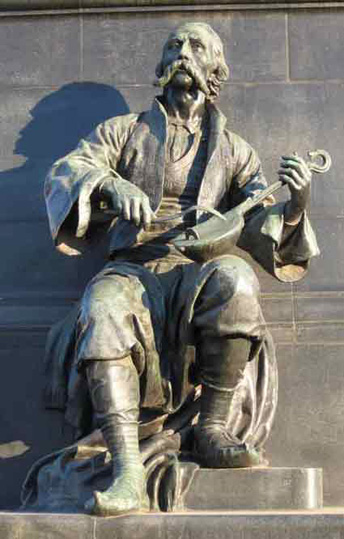
Filip Višnjić (1767–1834) popolare poeta e suonatore di gusle

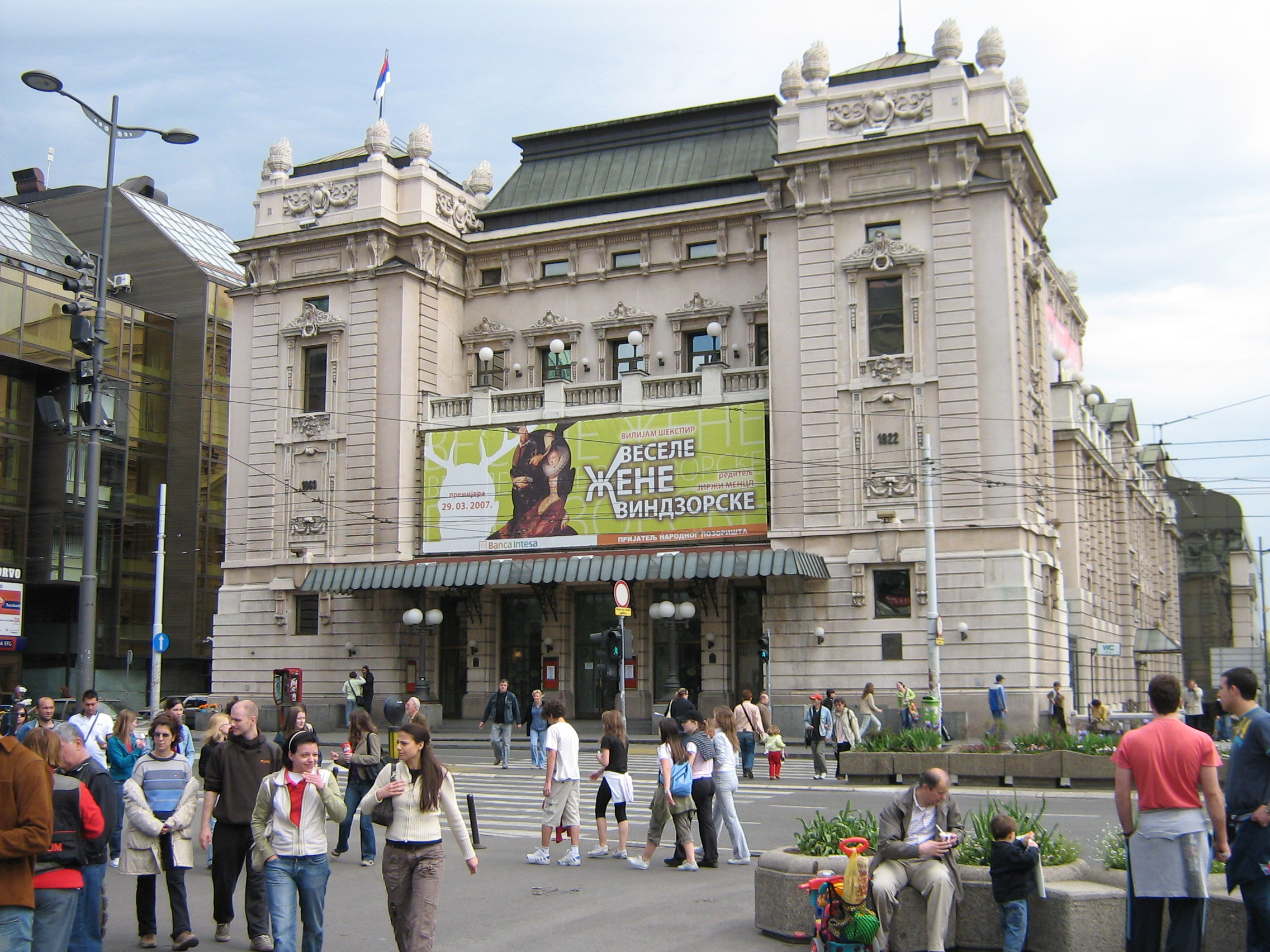
Teatro nazionale di Belgrado

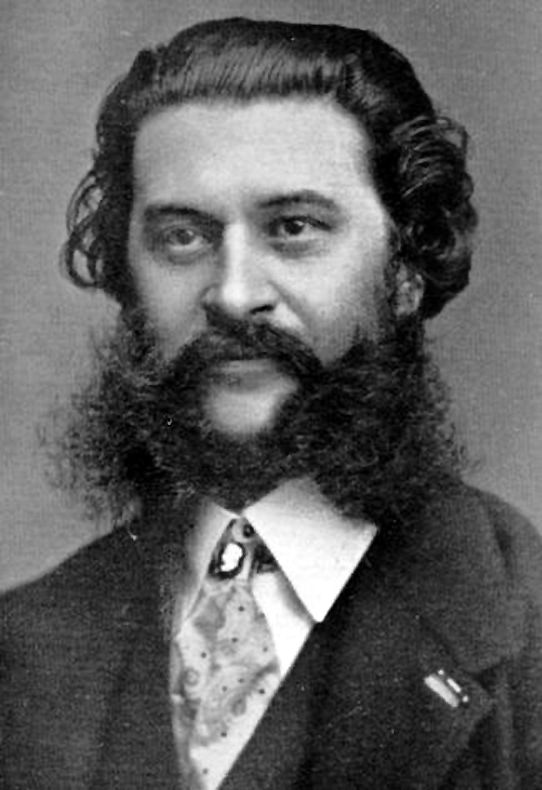
Johann Strauss

Durante il periodo dell'occupazione ottomana, la musica in Serbia non ebbe sviluppi, ma rimase, tra il XV e il XVIII secolo, relegata all'ambito privato dei ceti popolari che facevano musica per semplice divertimento personale, utilizzando i canoni delle composizioni a carattere religioso.
Quando la Voivodina, nel XVIII secolo, andò a far parte della Monarchia asburgica, la musica di tipo tradizionale iniziò a venire contaminata da influssi culturali mitteleuropei, e le stesse autorità si adoperarono per uno sviluppo delle arti, fino ad allora rimaste sopite.
La musica religiosa era quella che maggiormente aveva resistito ai secoli bui della turcocrazia: i canti liturgici e popolari si erano spesso mischiati, ed erano sovente stati utilizzati per mantenere viva l'identità nazionale. Nel 1721 a Belgrado, fu fondata una scuola greca di canto, e verso la fine del secolo a Sremski Karlovci, sede della Chiesa ortodossa serba, iniziò a sorgere la scuola serba di canto ecclesiastico.
Anche la cittadinanza fu educata alla musica: uno dei più importanti centri di diffusione della musica popolare fu il villaggio di Irig. Poeti e musicisti, in particolare suonatori di gusle e orchestre giravano nei villaggi; nelle scuole veniva insegnata la musica soprattutto ad opera di maestri cechi. L'influenza della Russia si fece sentire nelle canzoni non liturgiche: i drammi popolari erano accompagnati da brani in questo stile. Le rappresentazioni avevano spesso una valenza politica: erano organizzate dalla Chiesa, e comprendevano la recita di poemi patriottici, canti corali e momenti strumentali.
Durante il regno di Miloš Obrenović si iniziò a dare un forte impulso al teatro. Furono edificati teatri a Kragujevac nel 1834 e a Novi Sad nel 1861, dove venivano messi in scena spettacoli in lingua serba per le popolazioni della Voivodina e della Slavonia, e a Belgrado nel 1868. A Belgrado già nel 1842 erano iniziati i concerti d'orchestra: a questi partecipò anche Johann Strauss che compose per l'occasione opere ispirate alla musica popolare serba.
Iniziarono a nascere anche artisti locali: la compositrice e pianista Jovanka Stojković (1855-1892), allieva di Franz Liszt, ebbe fama internazionale esibendosi a Vienna, Graz, Parigi e Budapest; il violinista Dragomir Krancević fu conosciuto anche in Austria e in Germania. Contemporaneamente, famosi artisti europei calcarono le scene del Teatro Nazionale di Belgrado. Molti musicisti scrissero opere a tema sia laico che religioso per preservare il patrimonio popolare della musica serba e per creare modelli che potessero essere d'ispirazione per altri compositori: fu così che il pianista e compositore Kornelije Stanković (1831-1865) e i suoi allievi decisero di utilizzare i canoni della musica tradizionale per le loro opere.
L'importanza della musica come collante per l'unità dei Serbi fu sostenuta da un personaggio importantissimo per la cultura nazionale a cavallo tra il XIX e il XX secolo: Stevan Stojanović Mokranjac (1856-1914), padre della musica serba. Cresciuto nell'ambiente musicale religioso e folkloristico, studiò a Monaco di Baviera, Roma e Lipsia; come Direttore della società Corale di Belgrado, organizzò spettacoli in molte città della Serbia, dell'Impero Austro-ungarico dove vivevano Serbi, nonché in Germania e in Russia. Le sue opere riproducevano le melodie popolari della vecchia Serbia e del Kosovo, raccolte e rielaborate per il pubblico dei suoi tempi con l'intento di esportare la cultura nazionale e perorare la causa dell'indipendenza e dell'unità dei Serbi. Mokranjac fu anche il primo studioso serbo di etnomusicologia.
Altri importanti musicisti sono stati Josif Marinković (1851-1931), studente presso la scuola d'organo di Praga e autore di canzoni patriottiche per corale, Stanislav Binički (1872-1942), laureato al conservatorio di Monaco di Baviera, primo direttore dell'Opera di Belgrado, fondata nel 1920, e autore di opere liriche ispirate allo stile italiano con contaminazioni folk serbe, Isidor Bajić (1878-1915), organizzatore della vita culturale di Novi Sad dove fondò la Scuola di musica e diede il via alla "musica ufficiale serba", Stevan Hristić (1885-1958), educato musicalmente a Lipsia, Mosca, Roma e Parigi, direttore della Filarmonica di Belgrado, fondata nel 1923, e compositore di opere ispirate al Romanticismo, solo per citare alcuni di coloro che resero un grande servizio alla musica classica nazionale serba che negli anni successivi continuò ad essere oggetto di sperimentazioni e commistioni di sonorità tradizionali e di stili di influenza europea.

## Musica tradizionale

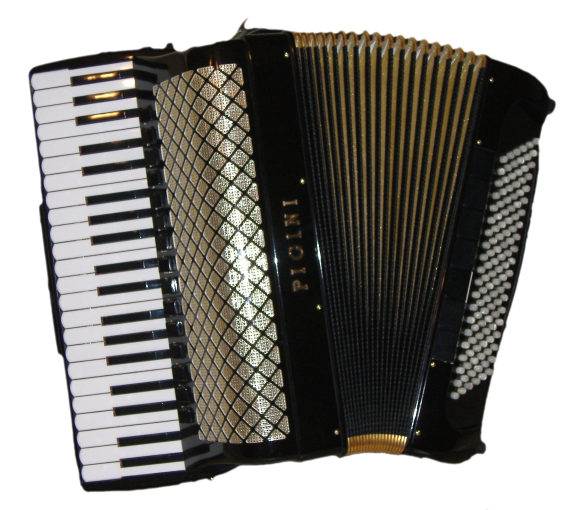
Fisarmonica

La musica tradizionale viene di norma utilizzata come accompagnamento ad una danza in due tempi chiamata Kolo. Gli strumenti utilizzati sono la fisarmonica, la frula (un tipo di flauto), la tamburica (simile al mandolino). I ballerini si muovono in cerchio, mentre il busto resta pressoché inutilizzato poiché la gestualità non esiste.
Al di fuori delle ballate, la musica tradizionale è basata su esecuzioni corali e su pezzi strumentali. L'antica tradizione dei cori patriottici è riproposta nella musica popolare: i testi cantati sono quelli dell'epica serba che celebra le gesta degli eroi delle guerre contro i Turchi o dei padri della nazione, gli stessi eroi che venivano cantati dai cantastorie accompagnati dal suono del gusle nel Medioevo e negli anni della nascita della nazione serba nel XVIII secolo.
Attualmente le bande di musica tradizionale sono molto popolari soprattutto nel Sud e nel centro della Serbia. Moltissimi ristoranti offrono spettacoli di musica folkloristica per animare le serate, oppure si avvalgono di cantanti e suonatori per offrire un semplice accompagnamento di sottofondo. In particolar modo sono gli Zigani ad essere maestri in quest'arte.
Alcune bande nel corso del tempo hanno acquisito grande notorietà non solo in Serbia: quella di Boban Marković si è esibita nel 2004 al Sziget Festival di musica tradizionale che si tiene ogni anno a Budapest.

## Musica Popolare

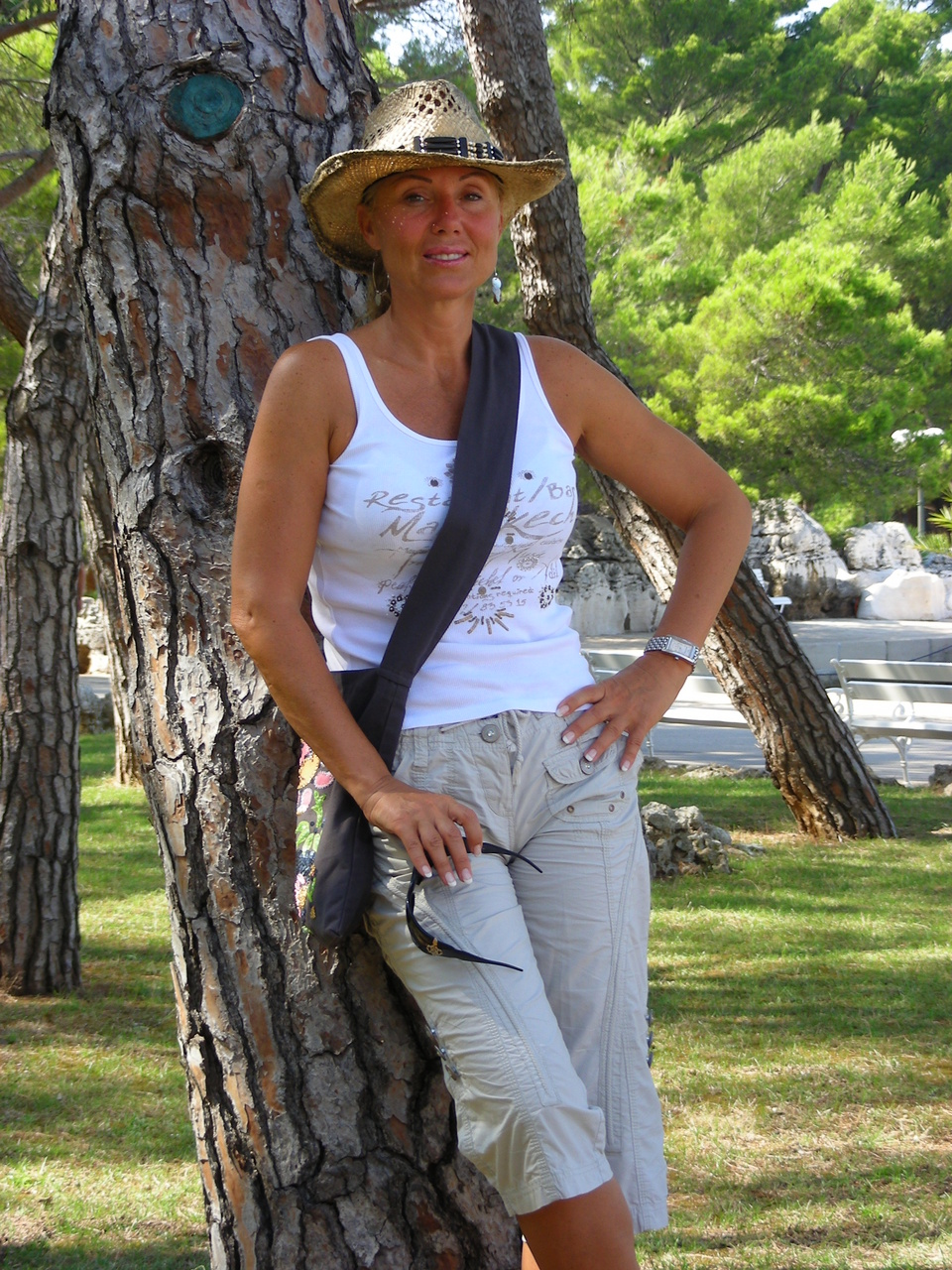
Lepa Brena

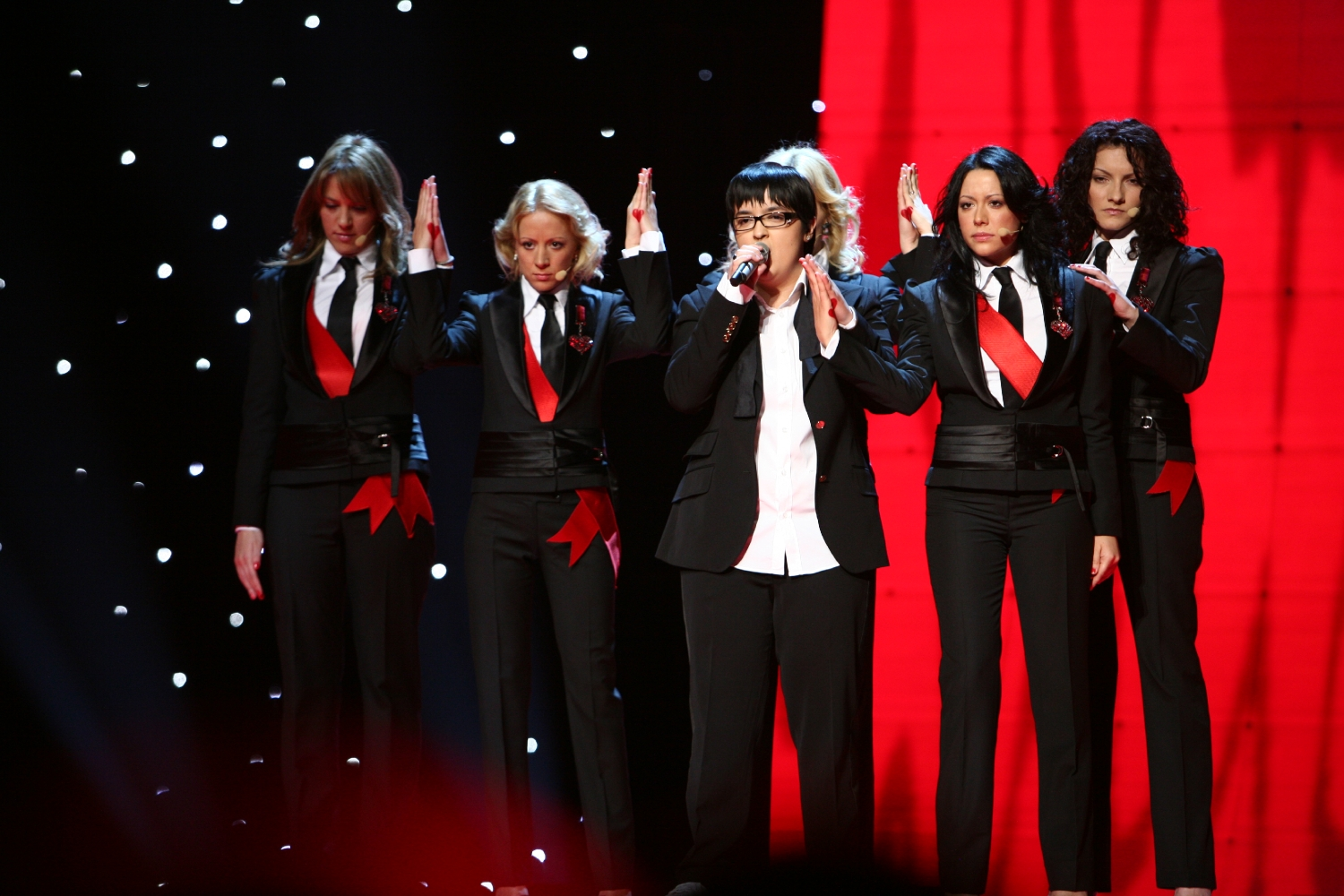
Marija Šerifović

La musica d'ispirazione tradizionale è il punto di partenza per lo sviluppo di un genere tipicamente serbo e più in generale balcanico: la Novokomponovana narodna muzika (Hовокомпонована народна музика) che può essere considerata come una versione urbana del folk. Inizialmente, la musica leggera o popolare era costituita per lo più da canzoni d'amore, di genere assai melodico, spesso cantate in occasione di matrimoni. Le sonorità tipiche della tradizione erano sovente ravvivate da note di provenienza araba e turca, retaggio della cultura musulmana cui appartenevano molti dei musicisti zigani, maestri di questo genere. Negli anni ottanta del XX secolo la musica di derivazione zigana iniziò ad essere contaminata dagli influssi del pop internazionale. Quello che ne scaturì è la Novokomponovana.
I temi delle canzoni nazional-popolari erano la vita quotidiana della gente che, emigrata dalle campagne ai centri urbani, trovava in questo genere di musica un'àncora verso il passato e uno sprone per il futuro. Miroslav Ilić fu uno degli artisti più noti per questo genere.
Nelle città della Jugoslavia, già negli anni settanta si era diffusa la musica rock, ed alcuni gruppi come i Riblja čorba di Bora Đorđević, i Rokeri s Moravu, il cantante Alen Islamović o il cantautore Đorđe Balašević erano diventati famosi in questo genere, importando il rock nel panorama musicale dell'epoca.
Queste 'nuove' sonorità vennero miscelate a quelle della musica folk locale, e dagli anni '80 in poi sono il genere più diffuso in Serbia. Principali artefici di questa innovazione furono il cantautore satirico ed eclettico Rambo Amadeus e la cantante Lepa Brena.
Brena, in particolare, nel 1982 esordì con l'Album "Čačak" che oltre a lanciarla come artista, diede vita a questo fortunatissimo genere di canzoni pop-folk. Dalla Novokomponovana, tra la fine degli anni ottanta e l'inizio dei novanta scaturì il filone musicale serbo per antonomasia, il turbo-folk.
Al di fuori del filone pop-tradizionale, in Jugoslavia prima e poi in Serbia, dagli anni '90, se ne sviluppò anche uno semplicemente pop, più vicino allo stile occidentale. Tra gli artisti di questo filone, vanno menzionati Željko Joksimović che si fece conoscere sulla scena internazionale arrivando secondo all'Eurovision Song Contest 2004, in cui rappresentava la Serbia e Montenegro con la canzone "Lane moje", e Marija Šerifović che ha, invece, vinto l'Eurovision Song Contest 2007 con "Molitva".

## Turbo-folk
Gli anni novanta hanno trovato il sorgere in Serbia di un nuovo genere musicale nato dalla Novokomponovana: il turbo-folk. Il termine fu creato dal cantautore Rambo Amadeus per sottolineare la commistione della musica folk con l'idea di forza e di modernità del concetto di "turbo".
Le guerre che videro il dissolvimento della Repubblica Socialista Federale di Jugoslavia tra il 1991 e il 1995 crearono in Serbia una enorme crisi economica, e suscitarono in tutti i popoli belligeranti, forti sentimenti nazionalisti. Testi inneggianti alla Patria, ispirati alle marce militari, furono musicati con le sonorità tipiche della tradizione e coi ritmi propri della musica pop o di quella dance. Queste canzoni vennero inizialmente diffuse da emittenti private o semiclandestine, successivamente, da televisioni che si specializzarono nella trasmissione di musica turbo-folk e di programmi di politica, come TV Palma e TV Pink.
Il turbo-folk si caratterizzò ben presto non solo come genere musicale, ma come modo di pensare e di vivere, e ai testi di guerra si aggiunsero anche temi d'amore o legati alla quotidianità. Circondati dalla crisi economica, i Serbi furono affascinati dallo scintillio delle scenografie kitsch dei video e degli spot trasmessi dalle TV, e si ricreavano ascoltando canzoni che li distraessero dalla triste realtà che vivevano.
Le forze politiche della nomenklatura legata a Slobodan Milošević e ai suoi successori, dapprima semplicemente tolleranti verso questo genere d'intrattenimento nazional-popolare, iniziarono a finanziare le emittenti e a sostenere la cultura turbo-folk, utilizzandola come veicolo delle idee nazionalistiche che, all'indomani dei bombardamenti della NATO sulle città serbe, andavano via via aumentando nella popolazione. Il turbo-folk spronava la gente a sentirsi più unita, a risollevarsi dalla crisi economica, ad ambire al lusso e alla bella vita, seguendo i modelli occidentali del consumismo.
Gli esponenti di questo genere sono tra gli artisti più popolari nella Serbia di oggi, tra questi spiccano Dragana Mirković, Indira Radić e Ceca, più conosciuta come Ceca, ma anche artisti come Lepa Brena e Željko Joksimović, già affermati cantanti di musica pop-folk. Un'altra caratteristica tipica del turbo-folk è la sensualità: sia le più importanti cantanti del genere, sia i messaggi che provengono dalle TV che diffondono questa cultura giocano molto sull'aspetto sexy.